# Carlos Manuel
Carlos Manuel Correia dos Santos, noto semplicemente come Carlos Manuel (Moita, 15 gennaio 1958), è un allenatore di calcio ed ex calciatore portoghese.

## Carriera

### Da calciatore

#### Club
Ha debuttato nel CUF Barreiro, per poi passare nel 1978 al Barreirense. Nel 1979 si accasò al Benfica, divenendo uno dei calciatori di punta della squadra di Lisbona, che nel corso degli anni ottanta vinse 4 campionati portoghesi e 6 coppe nazionali, oltre a sfiorare la conquista della Coppa UEFA 1982-1983, perdendo la finale contro l'Anderlecht.
A causa di incomprensioni con la dirigenza del Benfica, nel gennaio 1988 si trasferì in Svizzera, restando al Sion per 5 mesi, al termine dei quali ritornò nella capitale portoghese, passando però a giocare per lo Sporting Lisbona. Dal 1990 al 1992 militò nel Boavista, con cui vinse un'altra Coppa di Portogallo, prima di concludere la carriera da calciatore nelle file dell'Estoril-Praia.

#### Nazionale
Con la Nazionale di calcio del Portogallo ha collezionato 42 presenze, segnando 8 gol ed esordendovi il 26 marzo 1980 nella partita di qualificazione al campionato del mondo 1982 persa per 1-4 contro la Scozia. Ha preso inoltre parte al campionato d'Europa 1984 ed al campionato del mondo 1986.
Tre dei suoi gol segnati furono fondamentali per le sorti della Nazionale lusitana: il primo, quello della vittoria contro la Polonia a Breslavia il 28 ottobre 1983 consentì al Portogallo di qualificarsi per la fase finale del campionato d'Europa 1984; il secondo, quello della storica vittoria contro la Germania Ovest a Stoccarda il 16 ottobre 1985, assicurò la qualificazione al campionato del mondo 1986; la terza, infine, permise di vincere contro l'Inghilterra nella fase a gironi di quel Mondiale. In quella partita, il Portogallo vinse per 1-0.
Dopo la sconfitta contro il Marocco (che comportò l'eliminazione prematura del Portogallo dal Mondiale 1986) ed il coinvolgimento dei calciatori portoghesi nel cosiddetto "Caso Saltillo" (dal nome della città messicana dove alloggiavano), si ritirò dalla Nazionale a soli 28 anni.

### Da allenatore
Dopo essersi ritirato dall'attività agonistica, Carlos Manuel è divenuto allenatore, dirigendo con discreto successo diverse squadre portoghesi, principalmente quelle dell'area di Lisbona. Nel corso della stagione 1997-1998 rescisse il suo contratto con il Salgueiros per andare ad allenare lo Sporting Lisbona, ma al termine del campionato, terminato al 4º posto, venne licenziato; stessa sorte gli capitò alcuni mesi più tardi alla guida del Braga.

## Palmarès

### Club
- Campionato portoghese: 4

Benfica: 1980-1981, 1982-1983, 1983-1984, 1986-1987
- Coppa del Portogallo: 7

Benfica: 1979-1980, 1980-1981, 1982-1983, 1984-1985, 1985-1986, 1986-1987
Boavista: 1991-1992
- Supercoppa di Portogallo: 2

Benfica: 1979, 1984

### Individuale
- Calciatore portoghese dell'anno:1

1985